# Les Cerises
Pour plus de détails, voir Fiche technique et Distribution.
Les Cerises est un film muet français réalisé par Georges Monca, sorti en 1910.

## Fiche technique
- Titre : Les Cerises
- Réalisation : Georges Monca
- Scénario : Marie Thierry
- Photographie :
- Montage :
- Société de production : Société cinématographique des auteurs et gens de lettres (S.C.A.G.L), Série d'Art Pathé frères (SAPF)
- Société de distribution : Pathé Frères
- Pays d'origine :  France
- Langue : film muet avec les intertitres en français
- Métrage : 190 mètres
- Format : Noir et blanc — 35 mm — 1,33:1 — Muet
- Genre :  Comédie dramatique
- Durée : 6 minutes 20
- Dates de sortie : 
  -  France : 1910

## Distribution
- Paul Capellani : Paul Larchez
- Alice Nory : Alice Darvill
- Suzanne Avril : la dame aux cerises